# Julie Hayden
Julie Hayden (1856 o 1857-21 de agosto de 1874), a veces Julia Hayden, fue una maestra de escuela negra estadounidense que a los diecisiete años fue asesinada por miembros de la White Man's League a los pocos días de comenzar un puesto de maestra en una escuela para niños negros en Tennessee.

## Primeros años y educación
Hayden creció en Spring Hill en el condado de Maury, Tennessee. Asistió al Central Tennessee College en Nashville, un colegio de profesores para estudiantes negros.

## Asesinato
Hayden se mudó de Nashville a Hartsville en el condado de Trousdale, Tennessee para «educar a los negros». En ese momento, enseñar a leer a los negros se «interpretó como un desafío al control de los blancos».
En el momento del asesinato, Hayden se estaba quedando con Emery Lowe y su esposa. Tres días después de su llegada a Hartsville, el 21 de agosto a las 2:00 a. m., la casa donde se hospedaba fue invadida por miembros de la White Man's League, quienes la persiguieron por la casa y la mataron a tiros. Según Harper's Weekly, «Sus asesinos escaparon, ni es probable que la muerte de Julie Hayden sea vengada, a menos que la nación insista en el exterminio de la White Man's League».
En agosto de 1874, el Republican Banner informó que el superintendente de instrucción pública, el coronel John Fleming, había solicitado a Robert S. Smith, superintendente del condado de Trousdale, que proporcionara un informe sobre el asesinato. En septiembre de 1874, ciudadanos negros de Spring Hill, donde vivía la familia de Hayden, solicitaron al gobernador de Tennessee, John C. Brown, que encontrara y arrestara a los asesinos.
Se presentaron cargos contra Pat Lyons y J. Bowen Saunders. En octubre de 1874, los acusados fueron puestos en libertad con una fianza de 3500 dólares.
Según Alan Friedlander y Richard Allen Garber, Hayden «se convirtió en el modelo de la violencia sureña».